# Pingasa pseudoterpinaria
Pingasa pseudoterpinaria là một loài bướm đêm trong họ Geometridae.